# Gara Anina
Gara Anina este un monument istoric din Anina. Clădirea a deservit stația Anina, situată pe Calea ferată Oravița–Anina, dată în folosință în anul 1863.
Calea ferată Oravița–Anina este deservită zilnic de o pereche de trenuri ( Oravița - Anina și Anina - Oravița), în scopuri turistice.

## Galerie

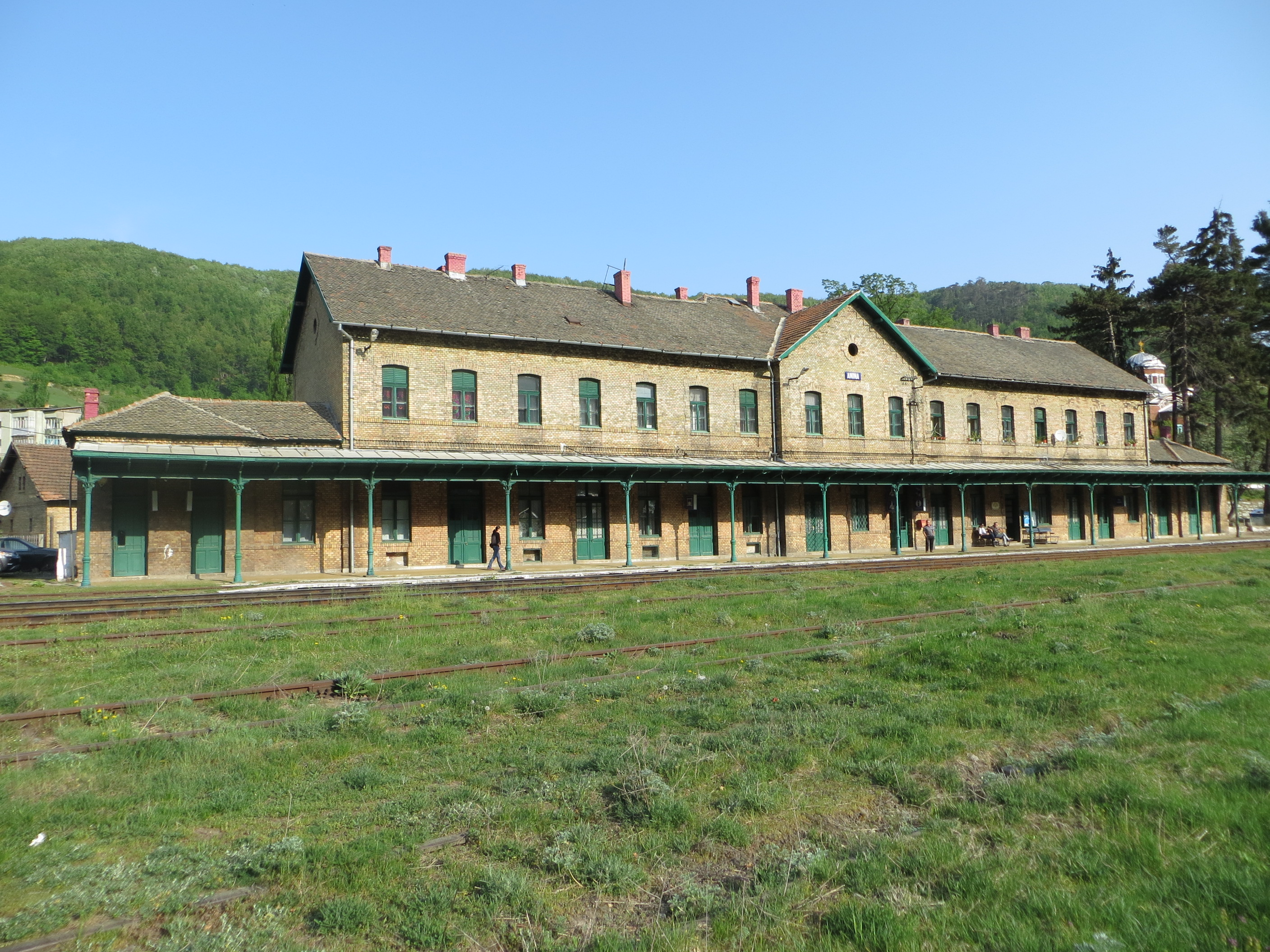
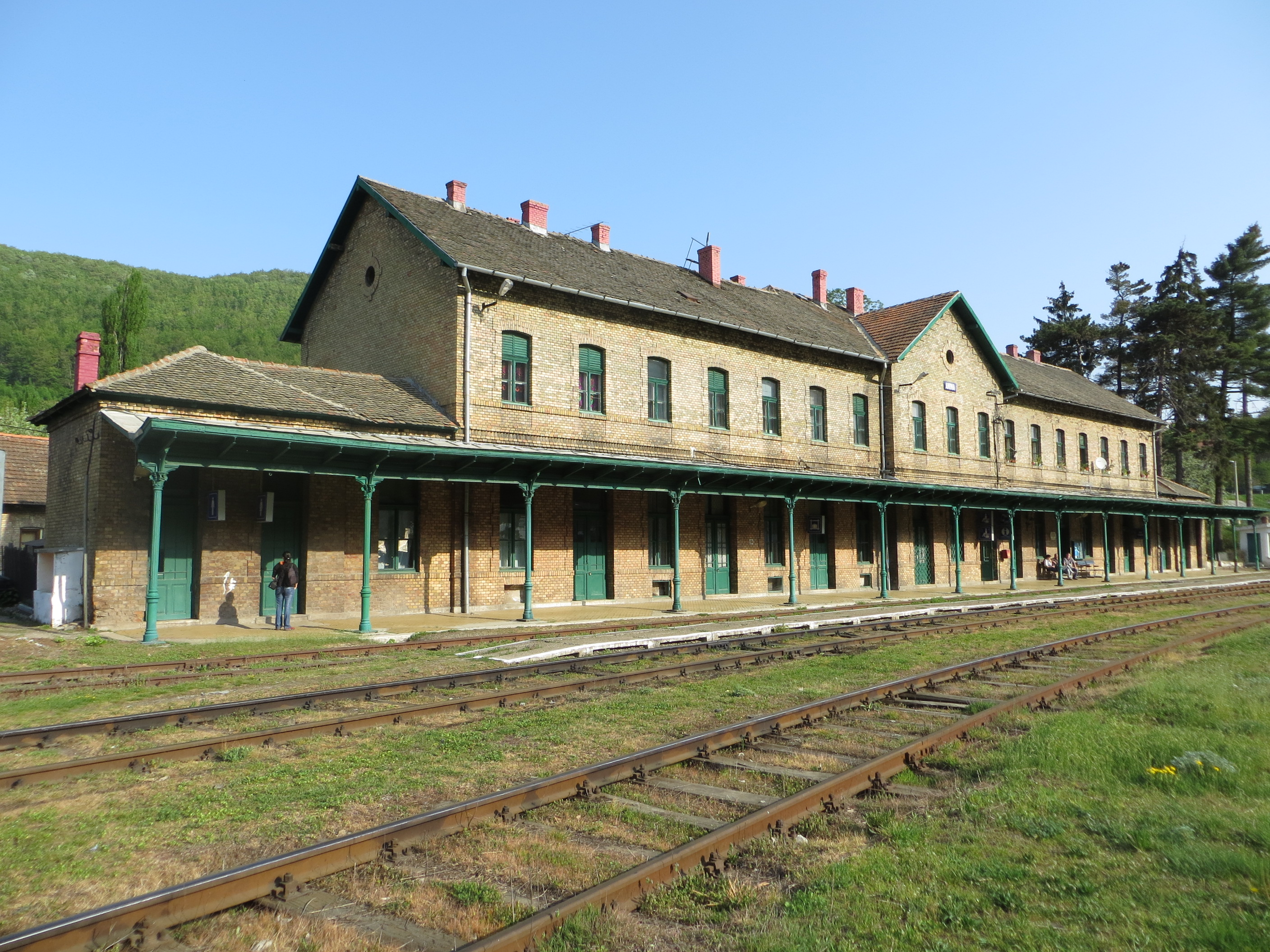
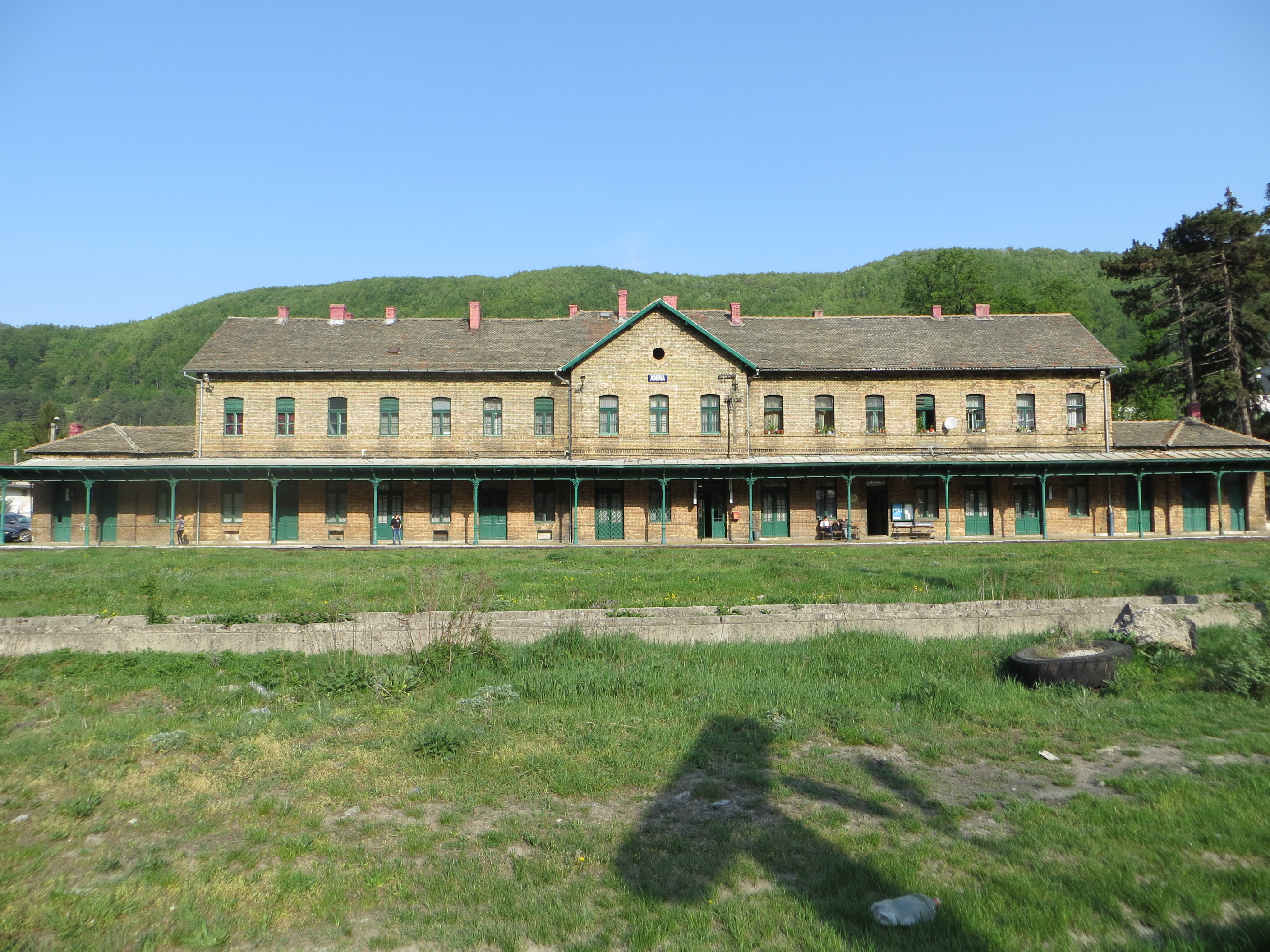
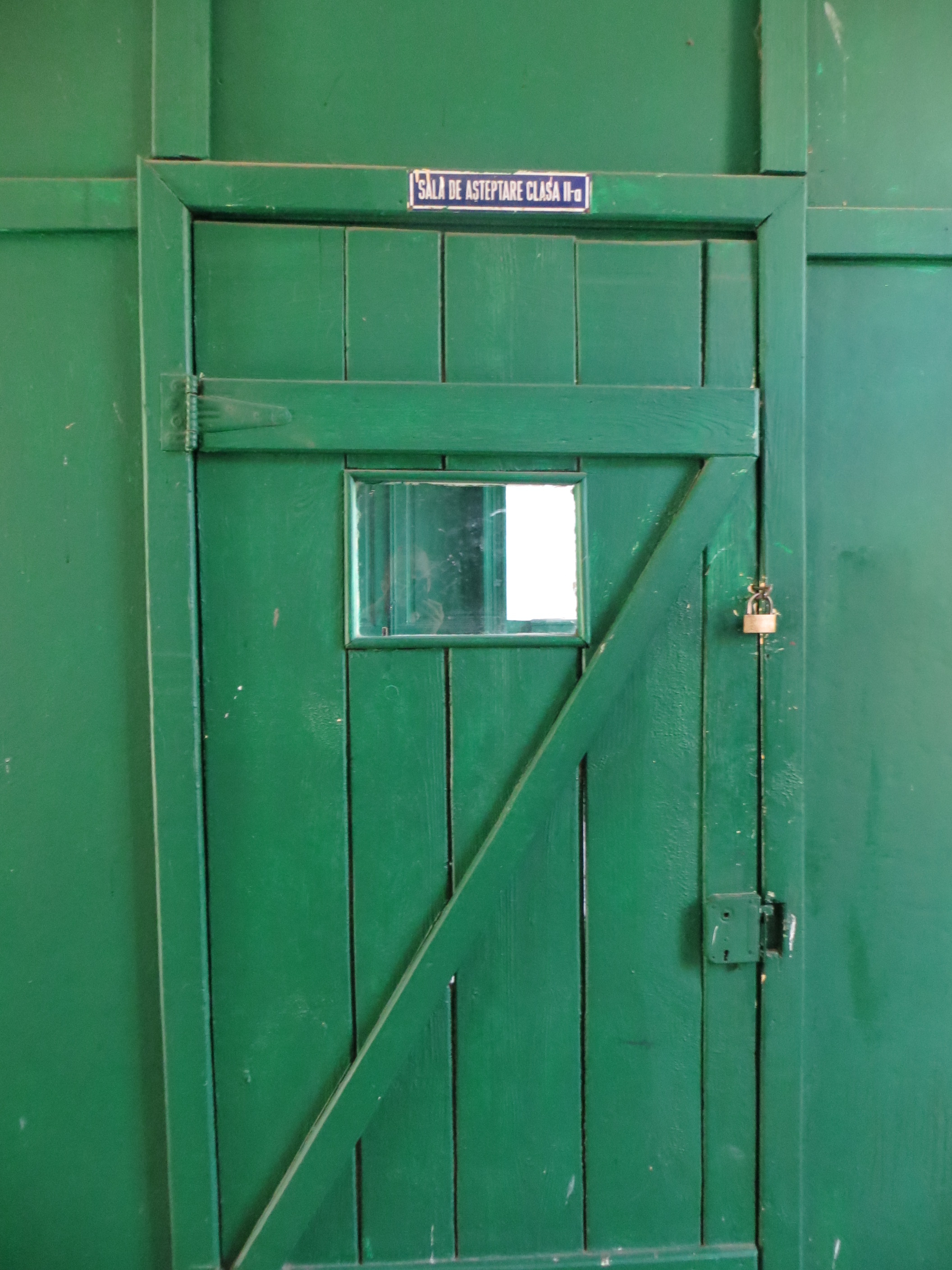